# Ana María García García
Ana María García García (Valencia, 1963) es una médica española, catedrática en Medicina Preventiva y Salud Pública en la Universidad de Valencia e investigadora del Centro de Investigación en Salud Ocupacional (CISAL) de la Universidad Pompeu Fabra de Barcelona. Directora general de Salud Pública de la Generalidad Valenciana de 2015 a 2019.

## Trayectoria
En 1986, se licenció en Medicina y Cirugía por la Universidad de Valencia, y se doctoró por la misma universidad en 1990. Ese mismo año realizó un máster en salud pública organizado por el Instituto Valenciano de Estudios de la Salud Pública (IVESP). Tras una estancia en la London School of Hygiene and Tropical Medique de la Universidad de Londres, obtuvo un segundo doctorado en 1997.
En 1989 entró a trabajar como docente e investigadora en el Departamento de Medicina Preventiva i Salut Pública, Ciencias de la Alimentación, Toxicología y Medicina Legal de la Universidad de Valencia. Es catedrática desde 2012.
Es experta en epidemiología, salud pública y salud laboral, con importantes aportaciones en esta área, y es asimismo investigadora del CIBER d'Epidemiologia i Salut Pública y en el Centre d'Investigació en Salut Laboral (CiSAL) de la Universidad Pompeu Fabra de Barcelona.
Dentro de su labor investigadora y docente, ha sido investigadora principal y colaboradora en más de cuarenta proyectos públicos. Ha formado parte del comité científico e editorial de revistas científicas: Gaceta Sanitària i Journal of Epidemiology and Community Health, directora de la revista Arxius de Prevenció de Riscos Laborals. En su currículum figuran más de cien artículos científicos en revistas especializadas, ciento cincuenta comunicaciones presentadas en encuentros nacionales e internacionales, cuarenta libros científicos como autora o coautora e informes científicos relacionados con su área.
Entre 2015 y 2019 fue directora general de Salud Pública en la Comunidad Valenciana. Pasó a formar parte del «comité de expertos» en asesoramiento al Gobierno durante la crisis del COVID-19.